# ماهيرو انو
ماهيرو انو (باليابانية: 阿野 真拓) (مواليد 30 أغسطس 2003) هو لاعب كرة قدم ياباني.

## وصلات خارجية
- ماهيرو انو على موقع رابطة كرة القدم اليابانية للمحترفين (اليابانية)
- ماهيرو انو على موقع قاعدة بيانات كرة القدم.إي يو (الإنجليزية)
- ماهيرو انو على موقع Soccerway.com (الإنجليزية)
- ماهيرو انو على موقع عالم كرة القدم.نت (الإنجليزية)